# George Yardley
George Harry Yardley III (Hollywood, 3 novembre 1928 – Newport Beach, 13 agosto 2004) è stato un cestista statunitense, professionista nella NBA e nella ABL.

## Carriera
Venne selezionato dai Fort Wayne Pistons al primo giro del Draft NBA 1950 (7ª scelta assoluta).

## Statistiche
| * | Primo nella lega |

### NBA

#### Regular Season
| Anno      | Squadra            | PG  | PT | MP   | TC%  | 3P% | TL%  | RP   | AP  | PRP | SP | PP    |
| --------- | ------------------ | --- | -- | ---- | ---- | --- | ---- | ---- | --- | --- | -- | ----- |
| 1953-1954 | Ft. Wayne Pistons  | 63  | -  | 23,6 | 42,5 | -   | 71,2 | 6,5  | 1,6 | -   | -  | 9,0   |
| 1954-1955 | Ft. Wayne Pistons  | 60  | -  | 35,8 | 41,8 | -   | 74,5 | 9,9  | 2,1 | -   | -  | 17,3  |
| 1955-1956 | Ft. Wayne Pistons  | 71  | -  | 33,1 | 40,7 | -   | 74,2 | 9,7  | 2,2 | -   | -  | 17,4  |
| 1956-1957 | Ft. Wayne Pistons  | 72* | -  | 37,4 | 41,0 | -   | 78,7 | 10,5 | 2,0 | -   | -  | 21,5  |
| 1957-1958 | Detroit Pistons    | 72* | -  | 39,5 | 41,4 | -   | 81,1 | 10,7 | 1,3 | -   | -  | 27,8* |
| 1958-1959 | Detroit Pistons    | 46  | -  | 30,8 | 41,5 | -   | 81,6 | 7,1  | 0,9 | -   | -  | 20,8  |
| 1958-1959 | Syracuse Nationals | 15  | -  | 28,0 | 48,2 | -   | 64,8 | 6,9  | 1,7 | -   | -  | 16,7  |
| 1959-1960 | Syracuse Nationals | 73  | -  | 32,9 | 45,3 | -   | 81,6 | 7,9  | 1,7 | -   | -  | 20,2  |
| Carriera  | Carriera           | 472 | -  | 33,4 | 42,2 | -   | 78,0 | 8,9  | 1,7 | -   | -  | 19,2  |

#### Playoffs
| Anno     | Squadra            | PG  | PT | MP   | TC%  | 3P% | TL%  | RP   | AP  | PRP | SP | PP   |
| -------- | ------------------ | --- | -- | ---- | ---- | --- | ---- | ---- | --- | --- | -- | ---- |
| 1954     | Ft. Wayne Pistons  | 4   | -  | 26,8 | 48,5 | -   | 83,3 | 6,0  | 0,8 | -   | -  | 10,5 |
| 1955     | Ft. Wayne Pistons  | 11* | -  | 38,2 | 39,9 | -   | 75,9 | 9,0  | 3,3 | -   | -  | 15,8 |
| 1956     | Ft. Wayne Pistons  | 10* | -  | 40,6 | 42,1 | -   | 77,6 | 13,9 | 2,6 | -   | -  | 23,0 |
| 1957     | Ft. Wayne Pistons  | 2   | -  | 42,5 | 45,3 | -   | 81,8 | 9,5  | 4,0 | -   | -  | 28,5 |
| 1958     | Detroit Pistons    | 7   | -  | 36,3 | 40,9 | -   | 89,6 | 10,3 | 2,4 | -   | -  | 23,4 |
| 1959     | Syracuse Nationals | 9   | -  | 37,0 | 43,9 | -   | 85,7 | 9,7  | 2,3 | -   | -  | 25,1 |
| 1960     | Syracuse Nationals | 3   | -  | 29,3 | 38,5 | -   | 83,3 | 5,7  | 0,3 | -   | -  | 13,3 |
| Carriera | Carriera           | 46  | -  | 36,8 | 42,2 | -   | 81,7 | 9,9  | 2,4 | -   | -  | 20,3 |

## Palmarès
- Campione AAU (1951)
- All-NBA Team: 2

First Team: 1958
Second Team: 1957
- NBA All-Star Game: 6

1955, 1956, 1957, 1958, 1959, 1960
- Miglior marcatore NBA (1958)